# 渡辺弘基
渡辺 弘基（渡邊 弘基、わたなべ ひろき、1947年10月26日 - ）は阪急ブレーブス・広島東洋カープに所属したプロ野球選手（投手）。福岡県出身。

## 来歴・人物
日立一高では、1965年にエースとして夏の甲子園東関東予選決勝に進出。銚子商の木樽正明と投げ合うが0-9で大敗し、甲子園には出場できなかった。
亜細亜大学へ進学。東都大学リーグでは在学中に2度の優勝を経験。1年上に森永悦弘、西尾敏征（電電中国）の両投手がおり、4年生時には山本和行が台頭したため、あまり登板機会には恵まれなかった。リーグ通算22試合に登板し3勝6敗。
1969年のドラフトで東映が3位指名するも拒否し、社会人の日産自動車に入社。1970年の都市対抗に本田技研の補強選手として出場する。準々決勝に進み住友金属と対戦。河本昭人をリリーフし山中正竹らと投げ合うが、延長11回裏にサヨナラ押し出し四球を与え惜敗した。
1971年、ドラフト1位で阪急に入団。監督の西本幸雄の期待が大きかったが、3年で3対2の交換トレード（大石弥太郎、白石静生←→児玉好弘、宮本幸信、渡辺弘基）で広島へ移籍。貴重な中継ぎ左腕として1975年には55試合に登板し広島初優勝に大きく貢献した。特にオールスターゲーム明けの後半戦は28試合、50回1/3を投げ、防御率は0.55だった。古葉竹識監督は胴上げ後に「渡辺こそ、陰のMVPだ」と語った。同年の日本シリーズでも3試合に登板。翌1976年も当時のセ・リーグ最多登板記録を更新する73試合に登板する等、タフな投手だった。スリークォーターからの落差の大きいカーブが武器。その後は故障もあり成績は下降し、1979年現役引退。
1980年から1991年までは、広島ホームテレビの野球解説者として活動した。その一方で実業家・起業家としても名を馳せ、宝飾品関連会社を起業し、現在は広島市内でイベント企画の会社を経営している。そのためか各地からの講演依頼も多い。
2006年10月6日、アマチュア指導者となるため27年ぶりに自由契約選手になった。
2009年4月18日からは広島ホームテレビの『あっぱれ!熟年ファイターズ』に2017年12月30日の番組終了までメインMCとして出演した。

## 詳細情報

### 年度別投手成績
| 年 度    | 球 団    | 登 板 | 先 発 | 完 投 | 完 封 | 無 四 球 | 勝 利 | 敗 戦 | セ 丨 ブ | ホ 丨 ル ド | 勝 率 | 打 者 | 投 球 回 | 被 安 打 | 被 本 塁 打 | 与 四 球 | 敬 遠 | 与 死 球 | 奪 三 振 | 暴 投 | ボ 丨 ク | 失 点 | 自 責 点 | 防 御 率 | W H I P |
| -------- | -------- | ----- | ----- | ----- | ----- | -------- | ----- | ----- | -------- | ----------- | ----- | ----- | -------- | -------- | ----------- | -------- | ----- | -------- | -------- | ----- | -------- | ----- | -------- | -------- | ------- |
| 1972     | 阪急     | 5     | 0     | 0     | 0     | 0        | 0     | 0     | --       | --          | ----  | 26    | 6.2      | 3        | 1           | 4        | 0     | 0        | 5        | 0     | 0        | 3     | 3        | 3.86     | 1.05    |
| 1974     | 阪急     | 35    | 2     | 0     | 0     | 0        | 1     | 0     | 0        | --          | 1.000 | 225   | 54.0     | 42       | 2           | 28       | 1     | 2        | 29       | 3     | 0        | 20    | 16       | 2.67     | 1.30    |
| 1975     | 広島     | 55    | 0     | 0     | 0     | 0        | 3     | 3     | 1        | --          | .500  | 323   | 77.2     | 68       | 3           | 24       | 2     | 2        | 40       | 2     | 0        | 18    | 16       | 1.85     | 1.18    |
| 1976     | 広島     | 73    | 2     | 0     | 0     | 0        | 2     | 3     | 5        | --          | .400  | 371   | 87.2     | 86       | 8           | 34       | 3     | 3        | 41       | 2     | 0        | 39    | 35       | 3.58     | 1.37    |
| 1977     | 広島     | 39    | 0     | 0     | 0     | 0        | 0     | 2     | 1        | --          | .000  | 150   | 29.1     | 42       | 6           | 15       | 1     | 3        | 21       | 0     | 0        | 25    | 18       | 5.59     | 1.94    |
| 1978     | 広島     | 33    | 0     | 0     | 0     | 0        | 2     | 1     | 0        | --          | .667  | 157   | 35.1     | 32       | 6           | 17       | 0     | 1        | 20       | 1     | 0        | 23    | 22       | 5.66     | 1.39    |
| 1979     | 広島     | 9     | 0     | 0     | 0     | 0        | 0     | 0     | 0        | --          | ----  | 40    | 9.0      | 13       | 2           | 4        | 0     | 1        | 4        | 0     | 0        | 7     | 7        | 7.00     | 1.89    |
| 通算:7年 | 通算:7年 | 249   | 4     | 0     | 0     | 0        | 8     | 9     | 7        | --          | .471  | 1292  | 299.2    | 286      | 28          | 126      | 7     | 12       | 160      | 8     | 0        | 135   | 117      | 3.51     | 1.37    |

- 各年度の太字はリーグ最高

### 記録
- シーズン73試合登板：セ・リーグシーズン最多登板記録（当時）、1976年10月22日の対大洋戦ダブルヘッダー第2試合に73試合目の登板で達成[3]。

### 背番号
- 41 （1972年 - 1974年）
- 24 （1975年 - 1979年）

## 出演番組

### テレビ
過去
- HOMEフレッシュモーニング（広島ホームテレビ(HOME)） コーナー「ナベさんのカープはおまかせ」を担当
- 熟年ファイターズ〜満開人生のススメ（2008年12月27日、HOME） MC
- あっぱれ!熟年ファイターズ （2009年4月18日 - 2017年12月30日、HOME） MC

### CM
- 一般社団法人 人生安心サポートセンターきらり（2018年3月 - ）